# Acraea meyeri

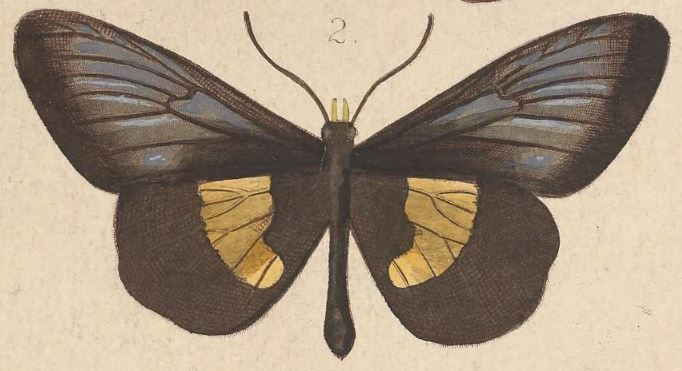

Acraea meyeri är en fjärilsart som beskrevs av Van Son 1963. Acraea meyeri ingår i släktet Acraea och familjen praktfjärilar. Inga underarter finns listade i Catalogue of Life.